# Ribautia wheeleri
Ribautia wheeleri är en mångfotingart som först beskrevs av Chamberlin 1920.  Ribautia wheeleri ingår i släktet Ribautia och familjen storjordkrypare. Inga underarter finns listade i Catalogue of Life.